# Lupus Hellinck
Lupus Hellinck (* 1493 oder 1494 in Axel (unsicher); † vor dem 14. Januar 1541 in Brügge) war ein franko-flämischer Komponist und Sänger der Renaissance.

## Leben und Wirken
Lupus Hellinck wurde am 24. Mai 1506 als Chorknabe an der Kirche St. Donatian in Brügge aufgenommen; er wurde zu dieser Zeit als Sohn des Johannes Hellynck aus der Diözese Utrecht bezeichnet. Nach Eintritt des Stimmbruchs 1511 wurde er vom Chordienst freigestellt, um den Schulunterricht zu besuchen, kehrte aber schon zwei Jahre später, am 16. November 1513, wieder als Kirchendiener an St. Donatian zurück. Im Dezember 1515 verließ er Brügge, um für das Priesteramt zu studieren. Die nächste Information kommt aus Rom, wo ein Lupus Hellinch als ständiges Mitglied des päpstlichen Haushalts am 1. April 1518 ein Bittgesuch einreicht und die Priesterweihe beantragt. Am 12. April erhielt er von der Kurie die Erlaubnis, Rom zu verlassen, um Angelegenheiten zu regeln, die nicht näher bezeichnet wurden.
Im Herbst 1519 war Hellinck wieder nach Brügge zurückgekehrt und wurde am 19. Oktober in seiner Eigenschaft als Priester auf Dauer in den Chor von St. Donatian aufgenommen. Er erhielt im Jahr 1521 den Posten eines Succentors an der Liebfrauenkirche in Brügge. Die gleiche Position bekam er am 17. Juni 1523 an der Hauptkirche St. Donatian, welche mit den Aufgaben der Chorleitung und des Unterrichts der Chorknaben verbunden war. Die folgenden 17 Jahre verliefen ohne besondere Ereignisse. Am 14. Januar 1541 wurde in den Unterlagen des Domkapitels der Tod des Komponisten vermerkt, nachdem seine nächsten Verwandten sein Testament vorlegten und die Einzelheiten seiner Bestattung regelten. In seinem Testament wird ein Sohn Wulfkin erwähnt.

## Bedeutung
Nachdem der Komponist seine Werke meist nur mit „Lupus“ abgezeichnet hat, war seine Unterscheidung von dem Komponisten Johannes Lupi lange Zeit ein Problem; durch die Arbeit der Musikhistorikerin Bonnie J. Blackburn (1970 und 1973) ist dies weitgehend geklärt. Offen ist noch die Unterscheidung zu dem im nördlichen Italien tätigen Lupo francese; es wird nach wie vor für möglich gehalten, dass es sich doch um den gleichen Komponisten handelt wie Lupus Hellinck.
Unter Hellincks Werken sind die Messkompositionen musikhistorisch die bedeutendsten; es sind ausschließlich Parodiemessen über Vorlagen meist französischer Komponisten, wobei sich seine Parodietechnik von der seiner Zeitgenossen in einigen wesentlichen Punkten unterscheidet. So wie die Messen sind auch seine Motetten in einem voll durchimitierten Satz komponiert. Trotz großer kontrapunktischer Dichte sind die Texte klar motivisch umgesetzt und die musikalischen Phrasen gut hörbar gegliedert. Viele Motetten sind Vertonungen von Psalmen. Unverkennbar ist die stilistische Nähe zu seinem etwas älteren Zeitgenossen Jean Richafort. Unter Hellincks etwa sechs Chansons ist das Stück „Je suis desheritée“ zu einer der bekanntesten und beliebtesten Chansons des mittleren 16. Jahrhunderts geworden; Gombert, Orlando di Lasso und Palestrina verwendeten sie als Grundlage für eine Messkomposition. Die elf deutschen geistlichen Lieder von Hellinck waren mit Sicherheit Auftragswerke des protestantischen Wittenberger Verlegers Georg Rhau, der mit ähnlichen Kompositionen auch Stephan Mahu, Arnold von Bruck und Ludwig Senfl beauftragt hatte.

## Werke
- Messen mit gesicherter Autorschaft
  - Missa „Christus resurgens“ zu vier Stimmen, nach der gleichnamigen Motette von Jean Richafort
  - Missa „Ego sum qui sum“ zu fünf Stimmen, nach der gleichnamigen Motette von Jean Richafort
  - Missa „Iam non dicam“ zu vier Stimmen, nach der gleichnamigen Motette von Jean Richafort
  - Missa „In te domine speravi“ zu vier Stimmen, nach der eigenen gleichnamigen Motette
  - Missa „Intemerata virgo“ zu vier Stimmen, nach der Motette „Vultum tuum“ von Josquin Desprez
  - Missa „Mater patris“ zu vier Stimmen, nach der gleichnamigen Motette von Antoine Brumel
  - Missa „Panis quem ego dabo“ zu vier Stimmen, nach der eigenen gleichnamigen Motette
  - Missa „Peccata mea“ zu vier Stimmen, nach der gleichnamigen Motette von Jean Richafort
  - Missa „Surge propera“ zu vier Stimmen, nach der gleichnamigen Motette von Johannes Lupi
  - Missa „Surrexit pastor bonus“ zu fünf Stimmen, nach der gleichnamigen Motette von Andreas de Silva
  - Missa „Veni sponsa Christi“ zu fünf Stimmen, nach der gleichnamigen Motette von Jean Richafort
  - Missa „Virgo mater salvatoris“ zu vier Stimmen, nach einer anonymen gleichnamigen Motette
- Messen unsicherer Autorschaft
  - Missa „Confitemini domino“ zu vier Stimmen, nach der gleichnamigen Motette von Jean Mouton, anonym, aus stilistischen Gründen Hellinck zugeschrieben
  - Missa „Quem dicunt homines“ zu vier Stimmen, nach der gleichnamigen Motette von Jean Richafort, teilweise „Lupus“, teilweise „Pierkin de Raedt“ zugeschrieben
  - Missa „Cum iocunditate“, Stimmenzahl unbekannt, verloren, „Lupus“ oder Johannes Lupi zugeschrieben
  - Missa „Regina Coeli“, Stimmenzahl unbekannt, verloren, „Lupus“ oder Johannes Lupi zugeschrieben
  - „Domine fili unigenite“ zu drei Stimmen im ersten Madrigalbuch von Jacobus Arcadelt, anonym
- Motetten sicherer Autorschaft
  - „Beati omnes qui timent“ zu vier Stimmen
  - „Cursu festa dies“ zu fünf Stimmen
  - „Ego sum panis vitae“ zu vier Stimmen
  - „Hodiernae lux diei“ zu vier Stimmen
  - „In te domine spreavi“ zu fünf Stimmen
  - „Iohannes Iesu Christo“ zu vier Stimmen
  - „Laetetur omne saeculum“ zu vier Stimmen
  - „Mane surgens Iacob“ zu vier Stimmen
  - „Ne proiicias me“ zu fünf Stimmen
  - „O veneranda martyrum“ zu fünf Stimmen
  - „Panis quem ego dabo“ zu vier Stimmen
  - „Pater noster“ zu fünf Stimmen
  - „Primo die Sabbatorum“ zu vier Stimmen
  - „Qui confidunt in domino“ zu fünf Stimmen
  - „Usquequo domine oblivisceris“ zu vier Stimmen
- Motetten unsicherer Zuschreibung
  - „Ierusalem luge“ zu fünf Stimmen, teilweise „Lupus“, teilweise „Caen“, teilweise Richafort zugeschrieben, teilweise anonym, wahrscheinlich von Jean Richafort
  - „In convertendo dominus“ zu vier Stimmen, teilweise „Lupus“ zugeschrieben, möglicherweise von Hellinck
  - „Jeronimus Vinders“, anonym, vermutlich von Hellinck
  - „Laudate pueri dominum“ zu fünf Stimmen, „Lupus“ zugeschrieben
  - „Pontificum sublime decus“ zu fünf Stimmen, teilweise „Lupus Hellinc“, teilweise „Jo. Lupi“ zugeschrieben, wahrscheinlich von Johannes Lupi
  - „Rex autem David“ zu vier Stimmen, teilweise „Lupus“, teilweise „Lafage“, teilweise „Gascongne“ zugeschrieben, teilweise anonym, wahrscheinlich von Jean de La Fage
- Französische Chansons sicherer Autorschaft, alle zu vier Stimmen
  - „Honneur sans plus“
  - „Nouvel amour le mien cueur“
  - „O attropoz viens bien tost“
  - „Quand l’amitié“
- Französische Chansons unsicherer Zuschreibung, zu vier Stimmen
  - „Je suis desheritée“, teilweise „Lupus“, teilweise „Cadéac“ zugeschrieben
  - „Vostre beaulté plaisante e lye“, teilweise Gombert zugeschrieben
- Flämische Lieder zu vier Stimmen
  - „Aenhoert al myn geclach“
  - „Compt alle wt by twe by drye“
  - „Ianne moye al claer“
  - „Nieuwe almanack ende pronosticatie“
- Deutsche geistliche Lieder zu vier Stimmen
  - „Ach Vater unser der du bist“
  - „An Wasserflüssen Babylon“
  - „Aus tiefer Not schrei ich zu dir“
  - „Capitan Herre Gott“
  - „Christ lag in Todesbanden“
  - „Durch Adams Fall ist ganz verderbt“
  - „Ein feste Burg ist unser Gott“
  - „Frölich wolln wir Halleluia singen“
  - „Mensch wilt du leben seliglich“
  - „Mit Fried und Freud ich far dahin“
  - „Wohl dem, der in Gottes Furchte steht“